# Флавий Аблабий
Флавий Аблабий (лат. Flavius Ablabius) — государственный деятель Римской империи первой половины IV века, консул 331 года.

## Биография
Аблабий был родом с Крита. Его отец и мать были незнатного происхождения. При рождении, как рассказывает Евнапий, мать Аблабия получила пророчество от некого египтянина-астролога, что «она родила немногим меньшего, чем царь».
Со временем Аблабий стал официалом при наместнике Крита. Прибыв в Константинополь (только что основанный), благодаря случаю, он приобрел большое влияние на императора Константина I и стал одним из важнейших константинопольских сенаторов. Между 324 и 326 годом занимал пост викария диоцеза Азии. Известно, что в это время Аблабий поддержал просьбу жителей сельского поселения Орцист о придании ему статуса города (лат. civitas). По этому поводу известны письма к Аблабию императора Константина и префекта претория Востока. Очевидно, в это время он уже был сенатором, что следует из характерного обращения Константина к нему в письме.
С 329 года по 337 год занимал (очевидно, без перерывов), должность префекта претория: скорее всего, в 329 году он стал префектом при цезаре Констанции в Италии, а в 330 году прибыл в Константинополь (возможно, в связи с празднованием официального «открытия» новой столицы 11 мая 330 года), и вплоть до 335 или 336 года оставался префектом при самом Константине. В середине 330-х годов Аблабий был вновь отдан в подчинение Констанцию для управление префектурой Востоком. В 331 году он был удостоен консульства вместе с Юнием Бассом.
Константин назначил Аблабия наставником своего сына Констанция. Однако спустя некоторое время после смерти Константина 22 мая 337 года Констанций лишил его должностей, хотя и не сразу — некоторое время он оставался префектом претория. Падение Аблабия произошло где-то летом 337 года. Евнапий так описывает дальнейшие события:

«Аблабий же проводил свои дни в имении в Вифинии, которое он давно себе приготовил, живя в условиях поистине царских, в праздности и изобилии, в то время как все удивлялись тому, что он не хочет императорской власти. Но Констанций, находясь вблизи города своего отца [Константинополя], послал к нему достаточное количество меченосцев, приказав их командирам прежде передать Аблабию послание. И те вручили ему это послание, преклонившись перед ним так, как у римлян принято преклоняться перед императором. Приняв послание с невероятной надменностью и не испытывая никакого страха, Аблабий потребовал от вошедших пурпурные одежды, становясь все более властным и страшным для тех, кто на него смотрел. Но они ответили, что их целью было лишь передать послание, а те, кому доверено второе, находятся за дверями. Аблабий призвал их, с чрезмерной наглостью и гордостью. Однако вошедших оказалось очень много и все были с мечами: вместо пурпура они принесли ему „пурпурную смерть“ и изрубили его на мелкие куски, как рубят на рынках на мясо какое-нибудь животное».

Евнапий пишет, что смерть постигла Аблабия за то, что тот организовал убийство философа Сопатра. В реальности Аблабий пал жертвой так называемой резни 337 года, когда после смерти Константина были убиты почти все его родственники-мужчины, кроме сыновей и двух племянников, а также многие влиятельные чиновники.
Известно, что у Аблабия была дочь Олимпия (или Олимпиада, лат. Olimpias). Аммиан Марцеллин сообщает, что в 360 году Констанций II, для того, чтобы скрепить союз с армянским царем Арсаком, выдал за него замуж «… Олимпиаду, дочь Аблабла, занимавшего некогда пост префекта претория, которая была [когда-то] невестой его брата Константа». Также у Аблабия, возможно, был сын Селевк.
Аблабий владел обширными владениями в Вифинии, а также домом в Константинополе. Столетие спустя в этом доме жила Галла Плацидия. Аблабий был христианином (Афанасий Александрийский в одном из своих пасхальных посланий называет его «истинно боящимся Бога»). Он был автором стихов, посвященных императору Константину, и, возможно, некоторых эпиграмм. Известно, что в IV или V веке также существовал некий историк Аблабий, написавший историю готов (его материалы иногда использовали Кассиодор и Иордан). Возможно его отождествление с Флавием Аблабием.